# مندرجان
مندرجان، روستایی ترک زبان از توابع بخش مرکزی شهرستان چادگان در استان اصفهان ایران است.

## جمعیت
این روستا در دهستان کاوه آهنگر قرار دارد و براساس سرشماری مرکز آمار ایران در سال ۱۳۸۵، جمعیت آن ۹۷۴ نفر (۲۳۲خانوار) بوده‌است.